# Hans Plenk
Hans Plenk (n. 21 februarie 1938, Bad Reichenhall, Bavaria, Germania – d. 10 septembrie 2023, Schönau am Königssee, Bavaria, Germania) a fost un sănier ce a reprezentat Germania, medaliat olimpic. A participat la 2 ediții ale Jocurilor Olimpice (1964, 1968) în care a câștigat o medalie de bronz.